# Mladá ODS
Mladá ODS je mládežnickou organizací Občanské demokratické strany. Mladá ODS vznikla přeměnou dosavadní mládežnické organizace “MOD” na zapsaný spolek s názvem “Mladá ODS”.
Předsedou Mladé ODS je Michal Chládek.

## Mladí občanští demokraté
Mladí občanští demokraté vznikli jako občanské sdružení 1. ledna 2014 v souvislosti s potřebou Občanské demokratické strany mít vlastní mládežnickou organizaci pro financování z fondů Evropské unie na financování politických stran. Od 10. dubna 2024 se spolek jmenuje Mladá ODS.